# Mutabilicoccus vanheurni
Mutabilicoccus vanheurni är en insektsart som först beskrevs av Reyne 1961.  Mutabilicoccus vanheurni ingår i släktet Mutabilicoccus och familjen ullsköldlöss. Inga underarter finns listade i Catalogue of Life.